# Curling aux Jeux olympiques de 2026
Navigation
Pékin 2022 Alpes françaises 2030
Les épreuves de curling aux Jeux olympiques d'hiver de 2026 se déroulent au Stade olympique de glace de Cortina d'Ampezzo, en Italie, du 4 février 2026 au 22 février 2026. Il s'agit de la 9e participation du curling aux Jeux olympiques avec trois épreuves : par équipe masculine, par équipe féminine et par double mixte.

## Calendrier
| RR | Round robin | DF | Demi-finale | PF | Petite finale | F | Finale |

| Épreuves     | Jour de compétition (février 2026) | Jour de compétition (février 2026) | Jour de compétition (février 2026)     | Jour de compétition (février 2026)     | Jour de compétition (février 2026) | Jour de compétition (février 2026) | Jour de compétition (février 2026)     | Jour de compétition (février 2026)     | Jour de compétition (février 2026)     | Jour de compétition (février 2026)     | Jour de compétition (février 2026) | Jour de compétition (février 2026) | Jour de compétition (février 2026) | Jour de compétition (février 2026) | Jour de compétition (février 2026) | Jour de compétition (février 2026) | Jour de compétition (février 2026) | Jour de compétition (février 2026) | Jour de compétition (février 2026) | Jour de compétition (février 2026) | Jour de compétition (février 2026) | Jour de compétition (février 2026) | Jour de compétition (février 2026) | Jour de compétition (février 2026) | Jour de compétition (février 2026) | Jour de compétition (février 2026) | Jour de compétition (février 2026) | Jour de compétition (février 2026) | Jour de compétition (février 2026) | Jour de compétition (février 2026) | Jour de compétition (février 2026) | Jour de compétition (février 2026) | Jour de compétition (février 2026) | Jour de compétition (février 2026) | Jour de compétition (février 2026) | Jour de compétition (février 2026) | Jour de compétition (février 2026) | Jour de compétition (février 2026) |
| Épreuves     | 4                                  | 4                                  | 5                                      | 5                                      | 6                                  | 6                                  | 7                                      | 7                                      | 8                                      | 8                                      | 9                                  | 9                                  | 10                                 | 10                                 | 11                                 | 11                                 | 12                                 | 12                                 | 13                                 | 13                                 | 14                                 | 14                                 | 15                                 | 15                                 | 16                                 | 16                                 | 17                                 | 17                                 | 18                                 | 18                                 | 19                                 | 19                                 | 20                                 | 20                                 | 21                                 | 21                                 | 22                                 | 22                                 |
| ------------ | ---------------------------------- | ---------------------------------- | -------------------------------------- | -------------------------------------- | ---------------------------------- | ---------------------------------- | -------------------------------------- | -------------------------------------- | -------------------------------------- | -------------------------------------- | ---------------------------------- | ---------------------------------- | ---------------------------------- | ---------------------------------- | ---------------------------------- | ---------------------------------- | ---------------------------------- | ---------------------------------- | ---------------------------------- | ---------------------------------- | ---------------------------------- | ---------------------------------- | ---------------------------------- | ---------------------------------- | ---------------------------------- | ---------------------------------- | ---------------------------------- | ---------------------------------- | ---------------------------------- | ---------------------------------- | ---------------------------------- | ---------------------------------- | ---------------------------------- | ---------------------------------- | ---------------------------------- | ---------------------------------- | ---------------------------------- | ---------------------------------- |
| Femmes       |                                    |                                    |                                        |                                        |                                    |                                    |                                        |                                        |                                        |                                        |                                    |                                    |                                    |                                    |                                    |                                    | RR 09:05-12:05 19:05-22:05         | RR 09:05-12:05 19:05-22:05         | RR 14:05-17:05                     | RR 14:05-17:05                     | RR 09:05-12:05 19:05-22:05         | RR 09:05-12:05 19:05-22:05         | RR 14:05-17:05                     | RR 14:05-17:05                     | RR 09:05-12:05 19:05-22:05         | RR 09:05-12:05 19:05-22:05         | RR 14:05-17:05                     | RR 14:05-17:05                     | RR 09:05-12:05 19:05-22:05         | RR 09:05-12:05 19:05-22:05         | RR 14:05-17:05                     | RR 14:05-17:05                     | DF 14:05-17:05                     | DF 14:05-17:05                     | PF 14:05-17:05                     | PF 14:05-17:05                     | F 11:05-14:35                      | F 11:05-14:35                      |
| Hommes       |                                    |                                    |                                        |                                        |                                    |                                    |                                        |                                        |                                        |                                        |                                    |                                    |                                    |                                    | RR 19:05-22:05                     | RR 19:05-22:05                     | RR 14:05-17:05                     | RR 14:05-17:05                     | RR 14:05-17:05                     | RR 14:05-17:05                     | RR 09:05-12:05 19:05-22:055        | RR 09:05-12:05 19:05-22:055        | RR 14:05-17:05                     | RR 14:05-17:05                     | RR 09:05-12:05 19:05-22:055        | RR 09:05-12:05 19:05-22:055        | RR 14:05-17:05                     | RR 14:05-17:05                     | RR 09:05-12:05 19:05-22:055        | RR 09:05-12:05 19:05-22:055        | RR 09:05-12:05                     | DF 19:05-22:05                     | PF 19:05-22:05                     | PF 19:05-22:05                     | F 19:05-22:35                      | F 19:05-22:35                      |                                    |                                    |
| Double mixte | RR 19:05-21:05                     | RR 19:05-21:05                     | RR 10:05-12:05 14:35-16:35 19:05-21:05 | RR 10:05-12:05 14:35-16:35 19:05-21:05 | RR 10:05-12:05 14:35-16:35         | RR 10:05-12:05 14:35-16:35         | RR 10:05-12:05 14:35-16:35 19:05-21:05 | RR 10:05-12:05 14:35-16:35 19:05-21:05 | RR 10:05-12:05 14:35-16:35 19:05-21:05 | RR 10:05-12:05 14:35-16:35 19:05-21:05 | RR 10:05-12:05                     | DF 18:05-20:05                     | PF 14:05-16:05                     | F 18:05-20:25                      |                                    |                                    |                                    |                                    |                                    |                                    |                                    |                                    |                                    |                                    |                                    |                                    |                                    |                                    |                                    |                                    |                                    |                                    |                                    |                                    |                                    |                                    |                                    |                                    |

## Qualifications
Les équipes qualifiées sont les meilleures équipes aux championnats du monde 2024 et 2025, classement combiné.
- Pour les épreuve par équipe, chaque nations dans le top 13 remportent les points dans l'ordre suivant : 15, 13, 11, 10, 9, 8, 7, 6, 5, 4, 3, 2, 1.
- Pour l'épreuve mixte, chaque nations dans le top 20 remportent les points dans l'ordre suivant : 27, 23, 20, 18, 16, 15, 14, 13, 12, 11, 10, 9, 8, 7, 6, 5, 4, 3, 2, 1.

Outre la garantie au pays hôte d'être représenté, deux quotas restant seront attribués via un tournoi de qualification organisé en décembre 2025.

### Épreuve masculine
10 équipes se qualifient pour l'épreuve. L'Italie, pays hôte, est directement qualifiée. Sept places sont attribuées aux nations ayant obtenu le plus de points lors des mondiaux 2024 et mondiaux 2025.
| Qualification                    | Dates                      | Lieux       | Quota | Pays                                                           |
| -------------------------------- | -------------------------- | ----------- | ----- | -------------------------------------------------------------- |
| Pays hôte                        | Pays hôte                  | Pays hôte   | 1     | Italie                                                         |
| Championnat du monde 2024        | du 30 mars au 7 avril 2024 | Schaffhouse | 7     | Grande-Bretagne Canada Suède Suisse Allemagne Norvège Tchéquie |
| Championnat du monde 2025        | du 29 mars au 6 avril 2025 | Moose Jaw   | 7     | Grande-Bretagne Canada Suède Suisse Allemagne Norvège Tchéquie |
| Tournoi de qualification de 2025 | du 16 au 19 décembre 2025  | Kelowna     | 2     |                                                                |

### Épreuve féminine
10 équipes se qualifient pour l'épreuve. L'Italie, pays hôte, est directement qualifiée. Sept places sont attribuées aux nations ayant obtenu le plus de points lors des mondiaux 2024 et mondiaux 2025.
| Qualification                    | Dates                     | Lieux     | Quota | Pays                                                            |
| -------------------------------- | ------------------------- | --------- | ----- | --------------------------------------------------------------- |
| Pays hôte                        | Pays hôte                 | Pays hôte | 1     | Italie                                                          |
| Championnat du monde 2024        | du 16 au 24 mars 2024     | Sydney    | 7     | Canada Suisse Corée du Sud Suède Danemark Grande-Bretagne Chine |
| Championnat du monde 2025        | du 15 au 23 mars 2025     | Uijeongbu | 7     | Canada Suisse Corée du Sud Suède Danemark Grande-Bretagne Chine |
| Tournoi de qualification de 2025 | du 16 au 19 décembre 2025 | Kelowna   | 2     |                                                                 |

### Épreuve mixte
10 équipes se qualifient pour l'épreuve. L'Italie, pays hôte, est directement qualifiée. Sept places sont attribuées aux nations ayant obtenu le plus de points lors des mondiaux 2024 et mondiaux 2025.
| Qualification                    | Dates                     | Lieux       | Quota | Pays                                                           |
| -------------------------------- | ------------------------- | ----------- | ----- | -------------------------------------------------------------- |
| Pays hôte                        | Pays hôte                 | Pays hôte   | 1     | Italie                                                         |
| Championnat du monde 2024        | du 20 au 27 avril 2024    | Östersund   | 7     | Estonie Suède Grande-Bretagne Norvège Canada Suisse États-Unis |
| Championnat du monde 2025        | du 26 avril au 3 mai 2025 | Fredericton | 7     | Estonie Suède Grande-Bretagne Norvège Canada Suisse États-Unis |
| Tournoi de qualification de 2025 | du 16 au 19 décembre 2025 | Kelowna     | 2     |                                                                |

## Podium
| Épreuve              | Médaille d'or, Jeux olympiques | Médaille d'argent, Jeux olympiques | Médaille de bronze, Jeux olympiques |
| -------------------- | ------------------------------ | ---------------------------------- | ----------------------------------- |
| Tournoi masculin     |                                |                                    |                                     |
| Tournoi féminin      |                                |                                    |                                     |
| Tournoi double mixte |                                |                                    |                                     |

## Tableau des médailles
| Rang  | Pays  | Médaille d'or, Jeux olympiques | Médaille d'argent, Jeux olympiques | Médaille de bronze, Jeux olympiques | Total |
| ----- | ----- | ------------------------------ | ---------------------------------- | ----------------------------------- | ----- |
| Total | Total | -                              | -                                  | -                                   | -     |